# جینو پوتسو
جینو پوتسو (زاده ۱۹۶۵) تاجر ایتالیایی، مدیر عامل و مالک قانونی باشگاه فوتبال واتفورد است که یک گروه سرمایه‌گذاری ورزشی را با تمرکز بر حوزه فوتبال در اختیار دارد.

## آغاز زندگی
او پسر تاجر ایتالیایی جامپائولو پوتسو و عضوی از خانواده برجسته ایتالیایی صاحب کسب و کار پوتسو است.

## زندگی حرفه‌ای
بلافاصله پس از ترک دانشگاه در اوایل ۲۰ سالگی، پوتسو کارش را در حوزه فوتبال شروع کرد و کسب و کارش را حول استعدادیابی و توسعه بازیکنان مستعد بنا کرد. گزارش شده است که پوتسو به شدت درگیر امور روزمره واتفورد و همچنین نقل و انتقالات باشگاه فوتبال پدرش، اودینزه در ایتالیا است.
در طول دهه گذشته، پوتسو و خانواده‌اش خبرساز بوده‌اند، به دلیل مالکیت چند باشگاه، نقل و انتقال بازیکنان میان باشگاه‌های واتفورد، اودینزه و گرانادا و فروش گرانادا به تاجر چینی، جیانگ لیژانگ در ژوئن ۲۰۱۶.
پوتزو یک تیم استعدادیابی بین‌المللی متشکل از ۲۵ تا ۳۰ نفر را اداره می‌کند که با حضور در رقابت‌های مهم در سرتاسر جهان، به‌ویژه در آمریکای جنوبی، آفریقا و اروپای شرقی، بازیکنان مستعد را زیر نظر می‌گیرند. گفته می‌شود که پوتسو الگویی از سرمایه‌گذاری کم‌خطر برای بازیکنان پرریسک دارد. شبکه باشگاه‌های بزرگ‌ او به کسب‌وکارش کمک کرده است تا هزینه‌های خرید بازیکن را به حداقل برساند و در عین حال سود حاصل از افزایش هزینه‌های نقل و انتقالات را به حداکثر برساند، زیرا بازیکنان در میان «باشگاه‌های خواهر» منتقل و قرض داده می‌شوند و بعداً با قیمتی بالاتر فروخته می‌شوند و بازدهی بالایی از این طریق به دست می‌آید.
تجربه شغلی و مدل کسب و کار پوتسو منجر به شناسایی استعدادها در سه باشگاه تحت مالکیت او شده است، همان روشی که برای بیش از ۲۵ سال در اودینزه اعمال شده و باعث شده برخی آن را «کارخانه استعدادیابی» بنامند. با شیوه مدیریتی پوتسو، گرانادا و واتفورد به ترتیب به لا لیگا و لیگ برتر صعود کردند و ورزشگاه‌های این باشگاه‌ها نیز، تحت نظارت او توسعه پیدا کردند.

### واتفورد
در ژوئن ۲۰۱۲، او و پدرش باشگاه فوتبال واتفورد را از مالک قبلی‌اش لارنس باسینی خریداری کردند. در سال ۲۰۱۴، پوتسو مالک انحصاری این باشگاه شد.
پوتسو اغلب در زمین‌های تمرینی واتفورد دیده می‌شود و معروف است که بر تمامی بازیکنان به کمک جی‌پی‌اس نظارت می‌کند که داده‌های عملکرد بازیکنان را در حین تمرین ثبت می‌کند. گفته می‌شود که او حداقل تماس را با بازیکنان دارد و سالی یک بار با آنها روبه‌رو می‌شود، اما هفتگی، تیم‌های تحت مالکیتش را از نزدیک نظارت می‌کند.
تمام تصمیمات اصلی در مورد نقل و انتقالات بازیکنان، میان جینو پوتسو، اسکات داکسبری (مدیر اجرایی باشگاه فوتبال واتفورد) و کریستیانو جارتّا (مدیر فنی واتفورد) گرفته می‌شود. معروف است که این گروه سه نفره، بازیکنان زیادی را از آمریکای جنوبی خریده‌اند که با وجود آنکه بازیکنان فوق‌العاده مستعدی هستند، اما هزینه دستمزد کمتری برایشان ثبت شده‌است.
در ۲۵ آوریل ۲۰۱۵، واتفورد از چمپیونشیپ به لیگ برتر صعود کرد. از سال ۲۰۱۵، درآمد سالانه باشگاه واتفورد بیش از ۱۰۰ میلیون پوند افزایش یافته است.
در سال ۲۰۱۹، واتفورد به فینال جام حذفی راه یافت اما جام را به منچسترسیتی باخت.
در فصل ۲۰۱۹/۲۰، واتفورد در رده نوزدهم لیگ برتر قرار گرفت و به چمپیونشیپ سقوط کرد.
در فصل ۲۰۲۰/۲۱، واتفورد نائب قهرمان چمپیونشیپ شد و دوباره به لیگ برتر صعود کرد.

## زندگی شخصی
پوتسو با کارلا پوتسو ازدواج کرده و دو دختر و یک پسر دارد. از زمانی که اسپانیا را ترک کردند در خارج از لندن زندگی می‌کردند.

## واژه‌نامه
1. ↑  Carla